# آر-۳۶۰ نپتون
آر-۳۶۰ نپتون (اوکراینی: Р-360 «Нептун»، آوانگاری: R-360 "Neptun") یک موشک کروز ضد کشتی اوکراینی است که توسط دفتر طراحی لوچ ساخته شده‌است.
طراحی نپتون بر اساس موشک ضد کشتی خا-۳۵ شوروی، با برد و تجهیزات الکترونیکی بهبودیافته است. این سامانه برای شکست دادن کشتی‌های جنگی سطحی و کشتی‌های ترابری با جابجایی تا ۵۰۰۰ تن، چه به صورت کاروانی و چه به صورت جداگانه طراحی شده‌است.
این سامانه در مارس ۲۰۲۱ وارد خدمت نیروی دریایی اوکراین شد.

## ساخت
این موشک اولین بار در سال ۲۰۱۵ در نمایشگاه بین‌المللی جنگ‌افزار و صلح کی‌یف رونمایی شد.
بر اساس اطلاعات منابع باز، اولین نمونه‌های پروازی این موشک کروز در سه‌ماهه دوم سال ۲۰۱۶ ساخته شد. تولید سامانه‌های موشکی پیشرفته با همکاری سایر شرکت‌های اوکراینی از جمله هواپیماسازی دولتی خارکیف و آرتم لوچ، موتور سیچ،‌پیودنه، یوزماش، لویو انجام شد. 
اولین آزمایش‌های این سامانه در ۲۲ مارس ۲۰۱۶ با حضور اولکساندر تورچینوف، دبیر شورای امنیت و دفاع ملی (NSDC) انجام شد. در اواسط سال ۲۰۱۷، موشک‌های نپتون همزمان با آزمایش‌های مجتمع موشکی ویلخا آزمایش شدند. با این حال، بر خلاف ویلخا، نتایج آزمایش و توانایی‌های نپتون برای عموم منتشر نشد. به گفته سرویس مطبوعاتی NSDC، اولین آزمایش موفقیت‌آمیز پرواز این سامانه در ۳۰ ژانویه ۲۰۱۸ انجام شد در ۱۷ اوت ۲۰۱۸، این موشک در جریان شلیک آزمایشی در استان اودسا با موفقیت به هدفی در برد ۱۰۰ کیلومتر (۶۲ مایل) اصابت کرد. . در ۶ آوریل ۲۰۱۹، این موشک ازنو با موفقیت آزمایش شد و در حین آزمایش در نزدیکی اودسا به اهداف اصابت کرد. به گفته رئیس‌جمهور پترو پروشنکو، سامانه نپتون در دسامبر ۲۰۱۹ به ارتش اوکراین تحویل داده شد
پس از خروج ایالات متحده و فدراسیون روسیه از پیمان منع موشک‌های هسته‌ای میان‌برد، اوکراین اعلام کرد که در حال بررسی توسعه موشک‌های کروز میان‌برد است. تحلیلگران یک موشک نپتون با برد وسیع را نامزد چنین تلاشی می‌دانستند.
اوکراین تفاهم‌نامه‌ای با اندونزی برای تأمین تعدادی موشک نپتون امضا کرد که اولین بار در دسامبر ۲۰۲۰ گزارش شد به گفته Defense Express، اندونزی ممکن است اولین خریدار خارجی نپتون شود.
در مارس ۲۰۲۱، نیروی دریایی اوکراین نخستین یگان‌های نپتون RK-360MC را به دست آورد.

## پیشینه عملیاتی
در ۱۳ آوریل ۲۰۲۲، در جریان تهاجم روسیه به اوکراین، منابع اوکراینی ادعا کردند که رزمناو روسی ماسکوا توسط دو موشک نپتون مورد اصابت قرار گرفت که منجر به آتش‌سوزی و سپس انفجار یک انبار مهمات کشتی شد. وزارت دفاع روسیه بدون بحث دربارهٔ علت اعلام کرد که آتش‌سوزی باعث انفجار مهمات شده و خدمه به‌طور کامل تخلیه شده‌اند. روسیه گزارش داد که کشتی همچنان در روز آتش‌سوزی شناور است، اما رسانه‌های دولتی روسیه متعاقباً گزارش دادند که در آب و هوای نامساعد هنگام یدک‌کشی غرق شده‌است.
گزارش شده‌است که هواپیماهای بدون سرنشین قبل از شلیک موشک‌ها از یک توپخانه مخفی در نزدیکی اودسا، برای آزار و اذیت کشتی و منحرف نگه داشتن دفاع هوایی آن بهره گرفته‌اند.
دست‌کم دو فروند از موشک‌ها سپس به کشتی اصابت کردند و باعث انفجاری عظیم شدند، زیرا گمان می‌رود یکی از لوله‌های موشک کنار عرشه مسکوا را منفجر کرده باشند. کشتی‌های جنگی مانند موسکوا معمولاً «به خاطر ضربه‌های تهاجمی‌شان معروفیت دارند، نه برای سامانه‌های پدافندی یا کنترل آسیب‌شان».

## طراحی
هنگامی که یک سامانه پدافند ساحلی نپتون مستقر شود، شامل یک پرتابگر متحرک سوار بر کامیون USPU-360، چهار موشک، یک وسیله ترابری/بارگیری مجدد TZM-360، یک خودروی فرماندهی و کنترل RCP-360 و یک وسیله نقلیه باری ویژه است. این سامانه برای کارکرد تا ۲۵ کیلومتر (۱۶ مایل) داخل خط ساحلی طراحی شده‌است.
موشک نپتون شامل موتور موشک ۵٫۰۵ متر (۱۶ فوت ۷ اینچ) در طول، با بال سخت متقاطع است. موشک‌های نپتون برای قرار گرفتن در کانتینرهای ترابری و پرتاب (TLC) با ابعاد ۵٫۳۰ در ۰٫۶۰ در ۰٫۶۰ متر (۲۰۹ در ۲۴ در ۲۴ اینچ). حداکثر برد این سامانه در حدود ۳۰۰ کیلومتر (۱۹۰ مایل).
موشک نپتون ۸۷۰ کیلوگرم (۱٬۹۲۰ پوند) وزن دارد که ۱۵۰ کیلوگرم (۳۳۰ پوند) سرجنگی است.

## نگاره‌ها

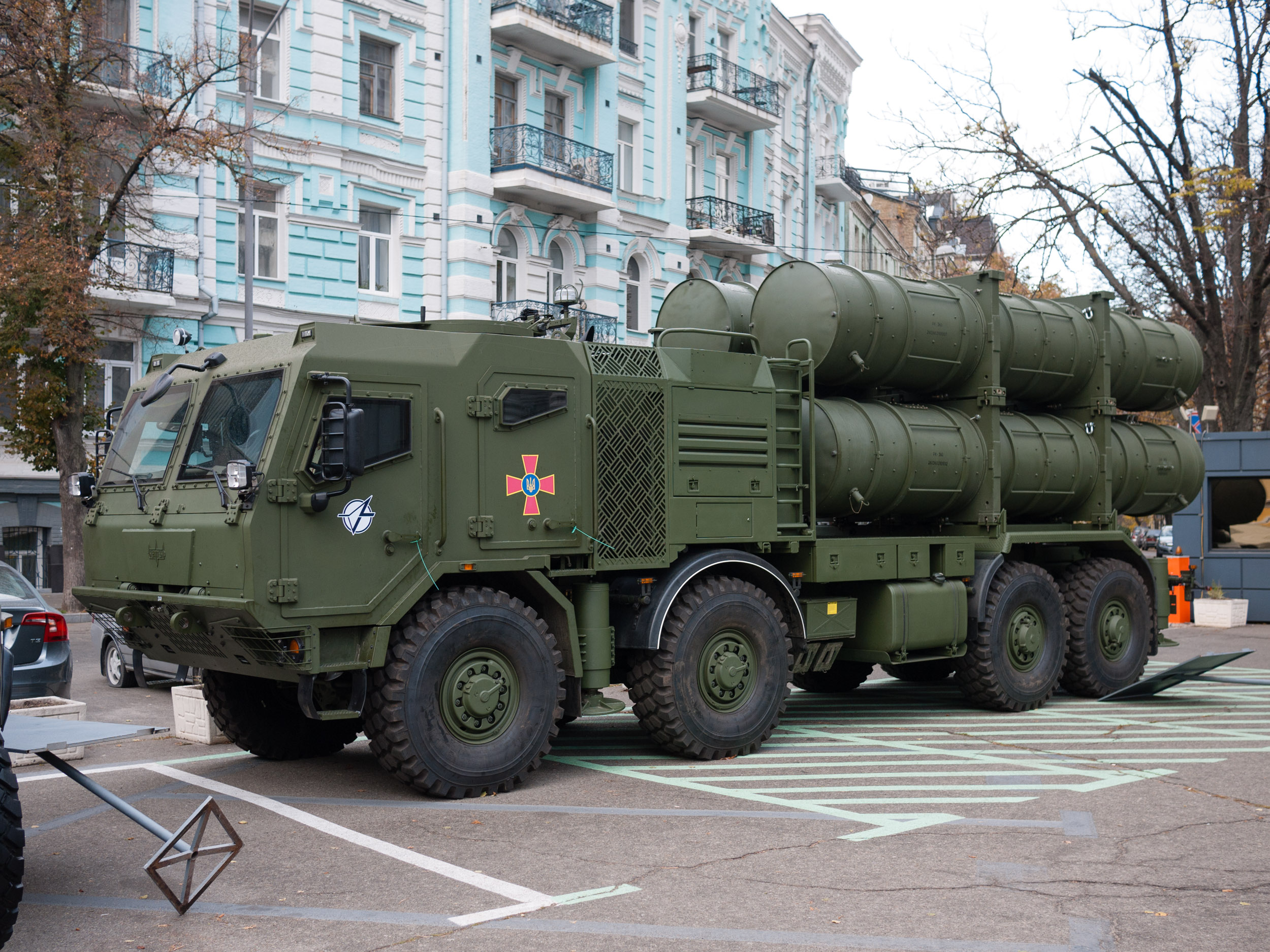
وسیله نقلیه موشک
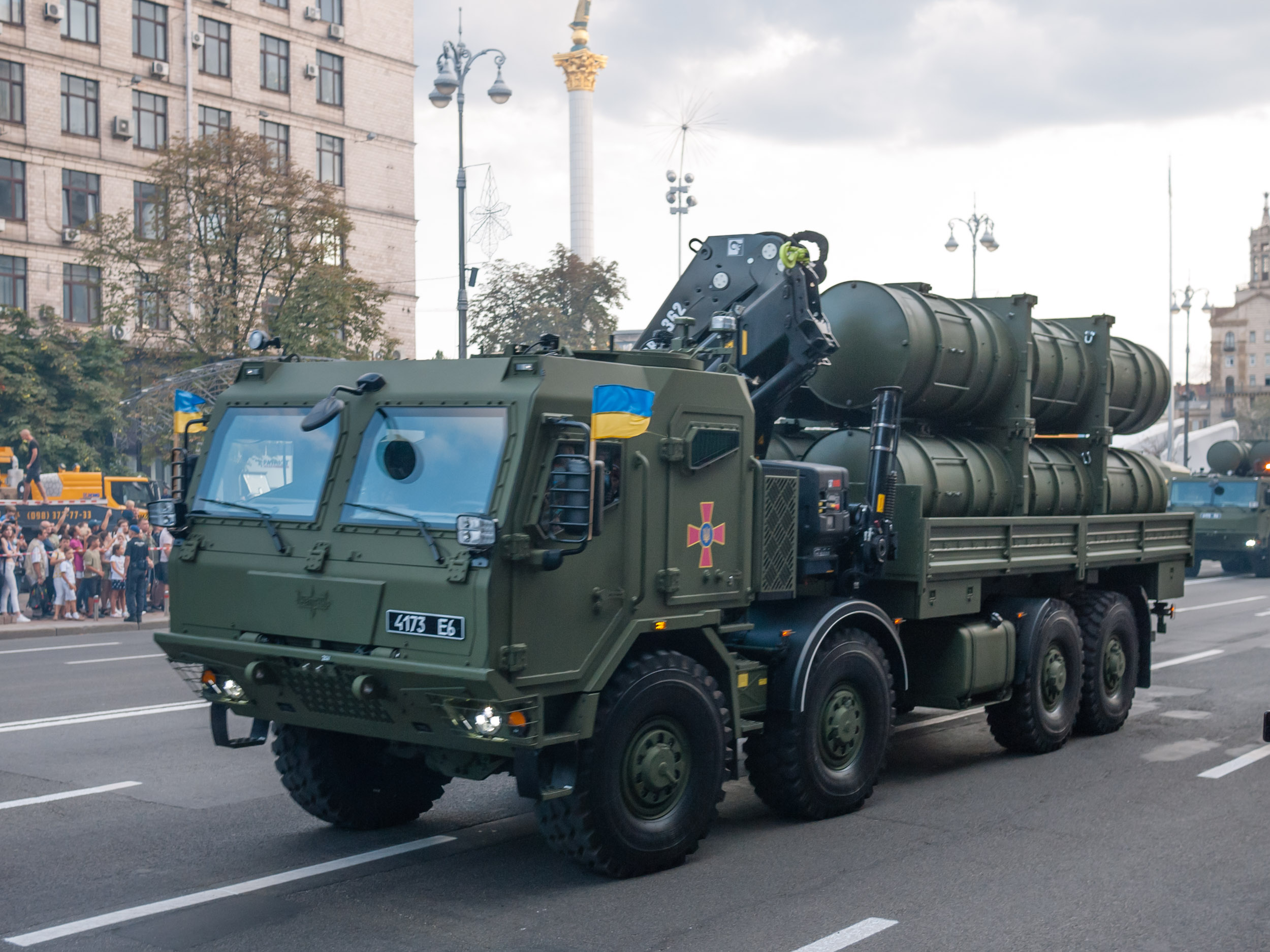
بارگیری مجدد
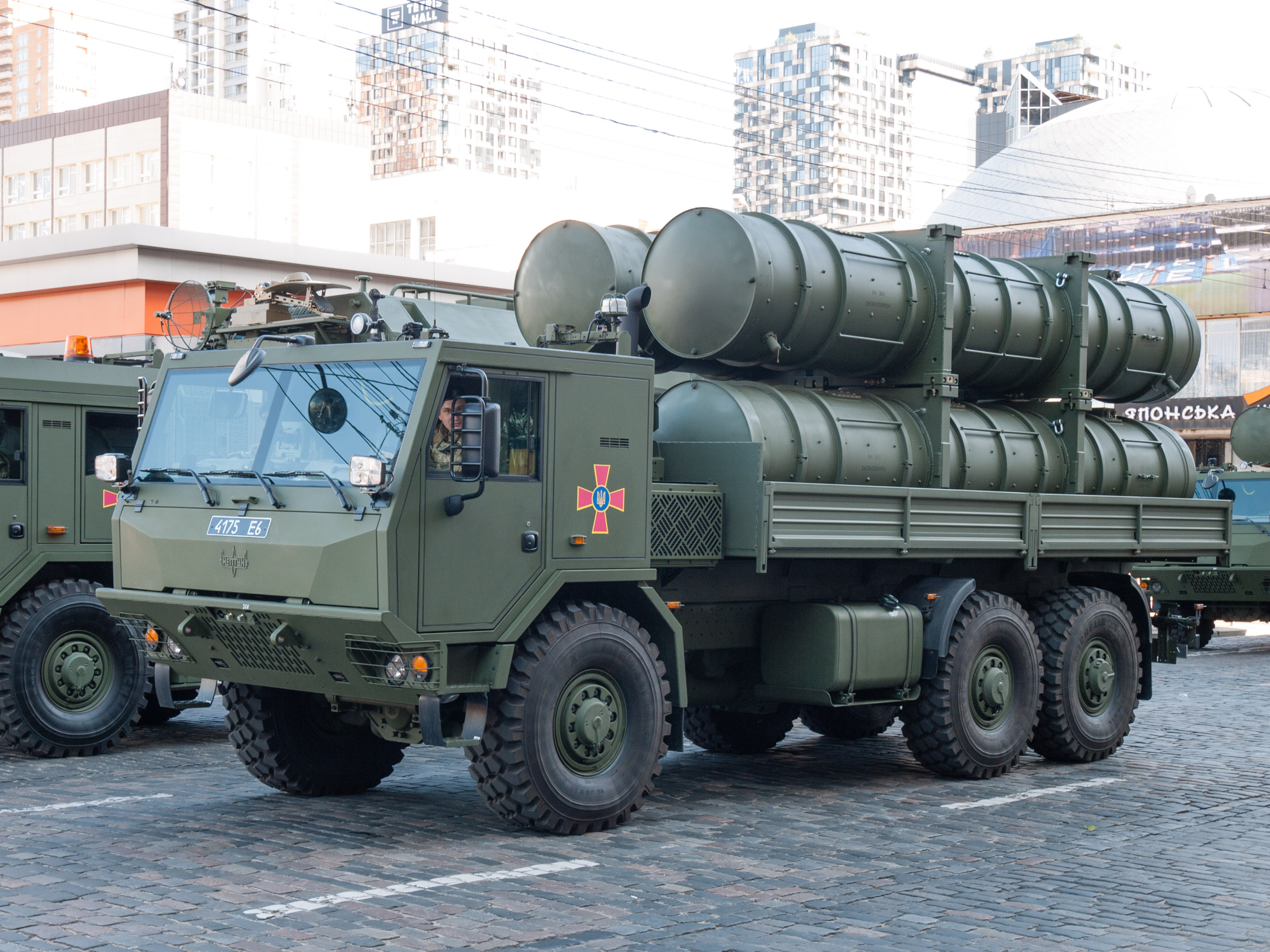
حمل و نقل بدون جرثقیل
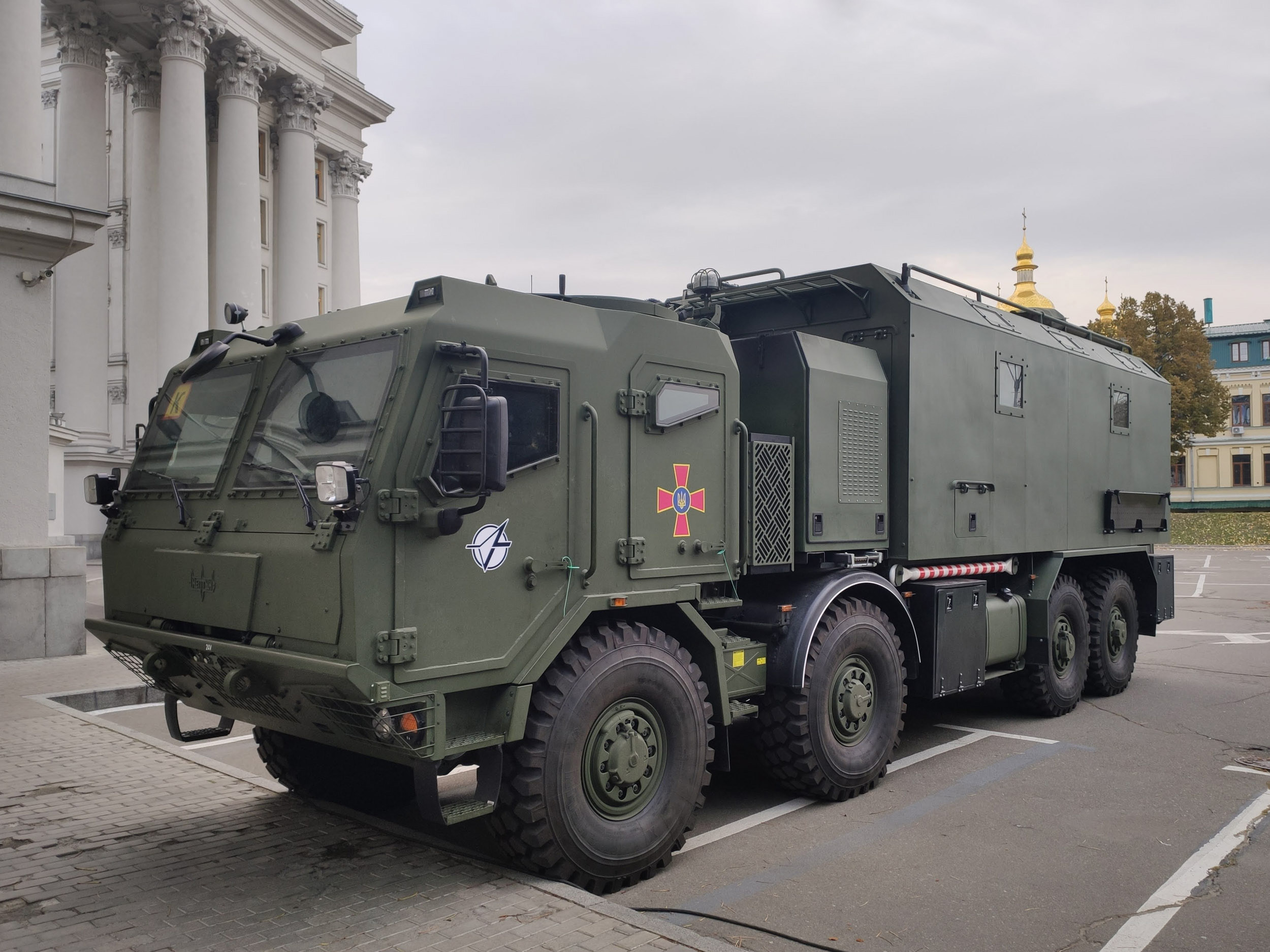
خودروی فرماندهی
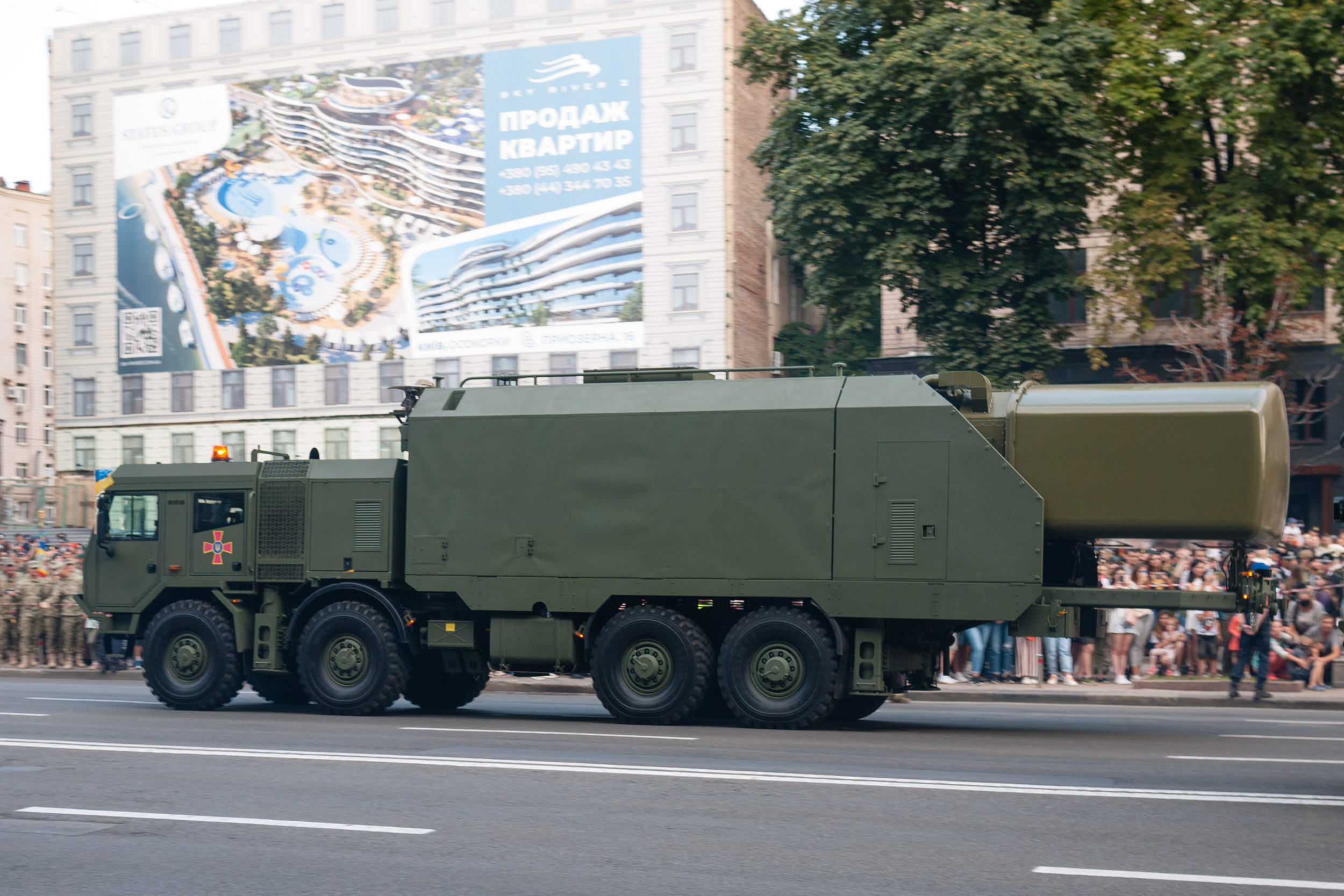
رادار Mineral-U
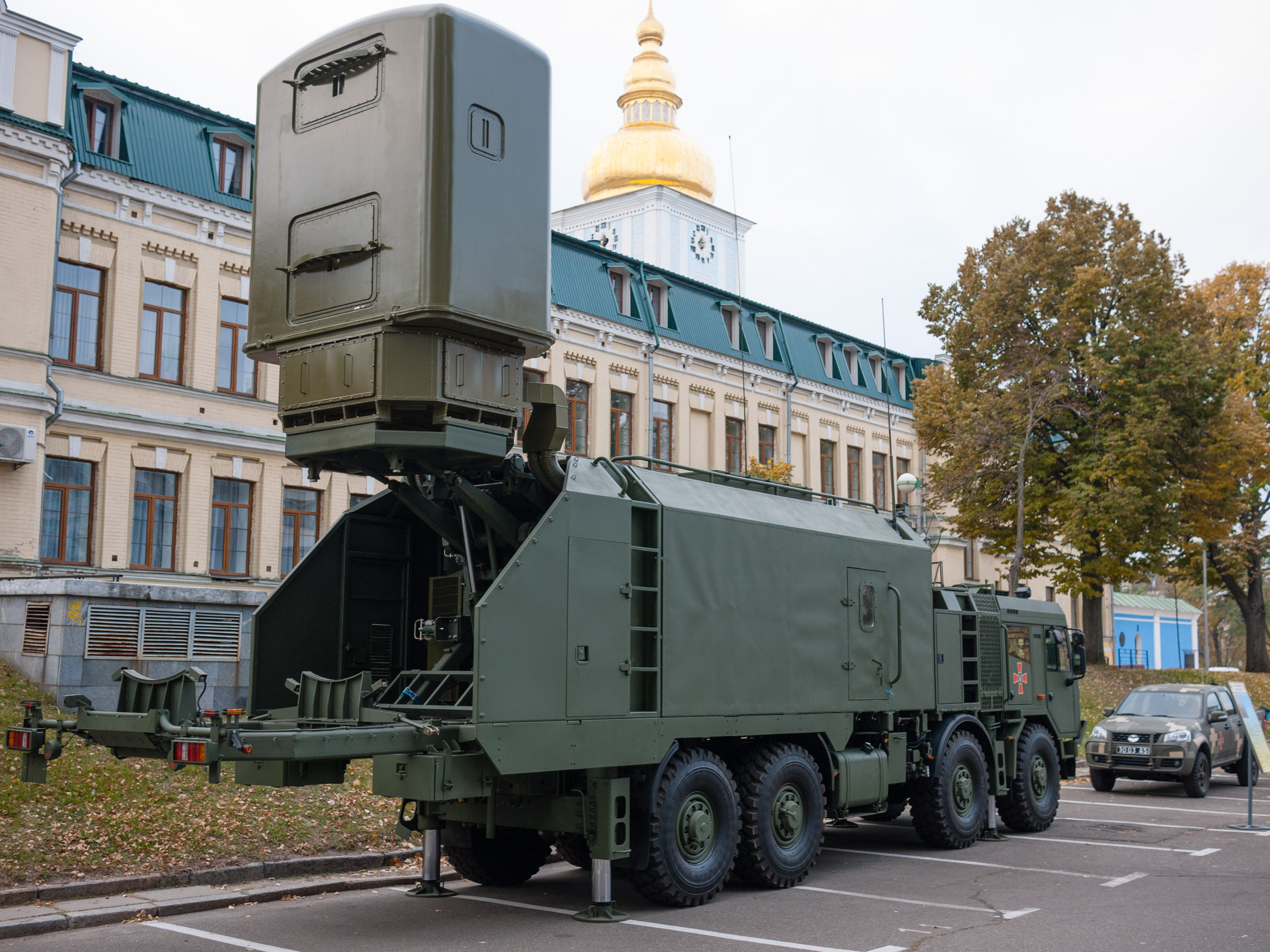
با رادار ایستاده
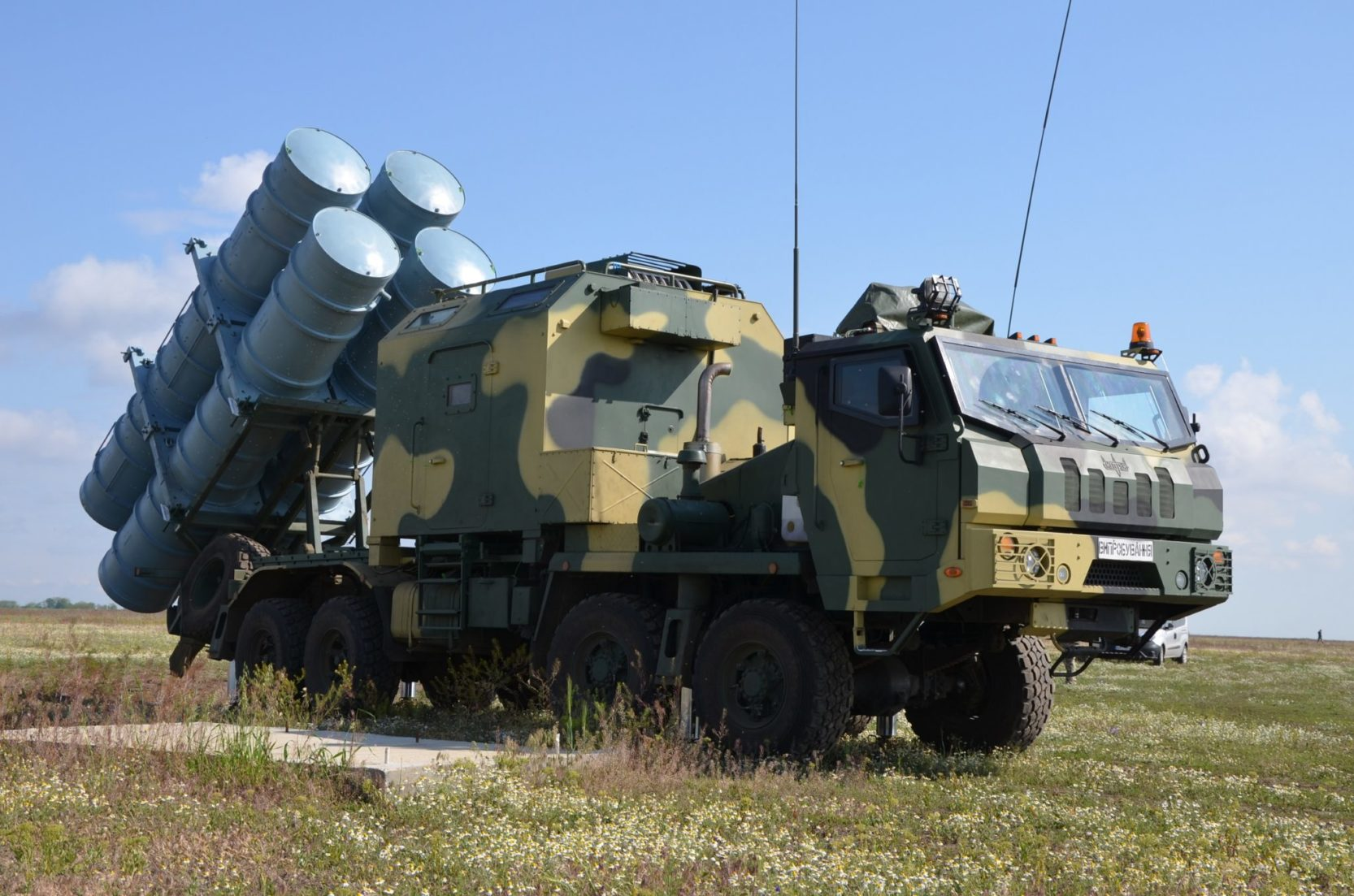
وسیله نقلیه پرتاب
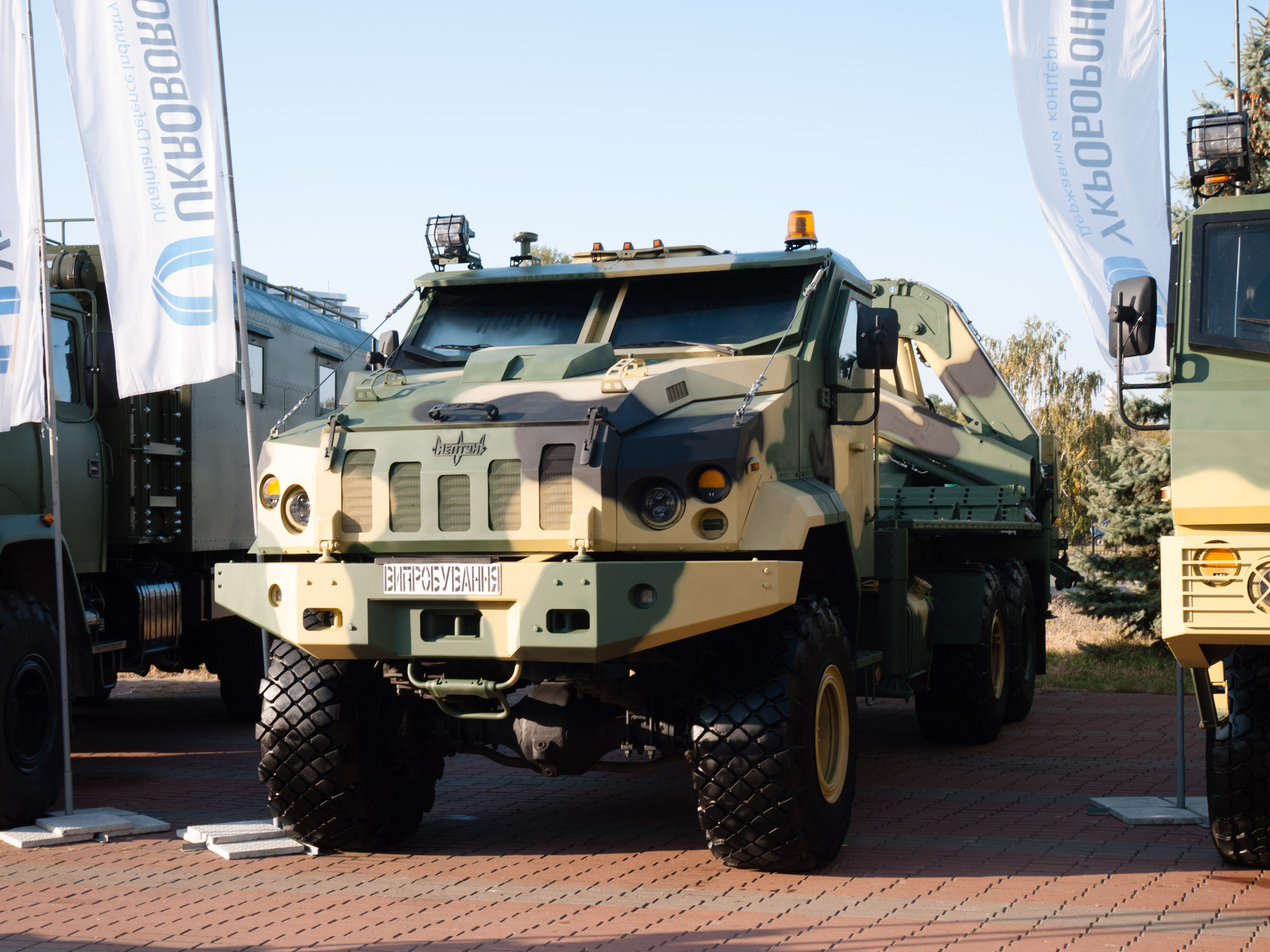
وسیله نقلیه بارگیر
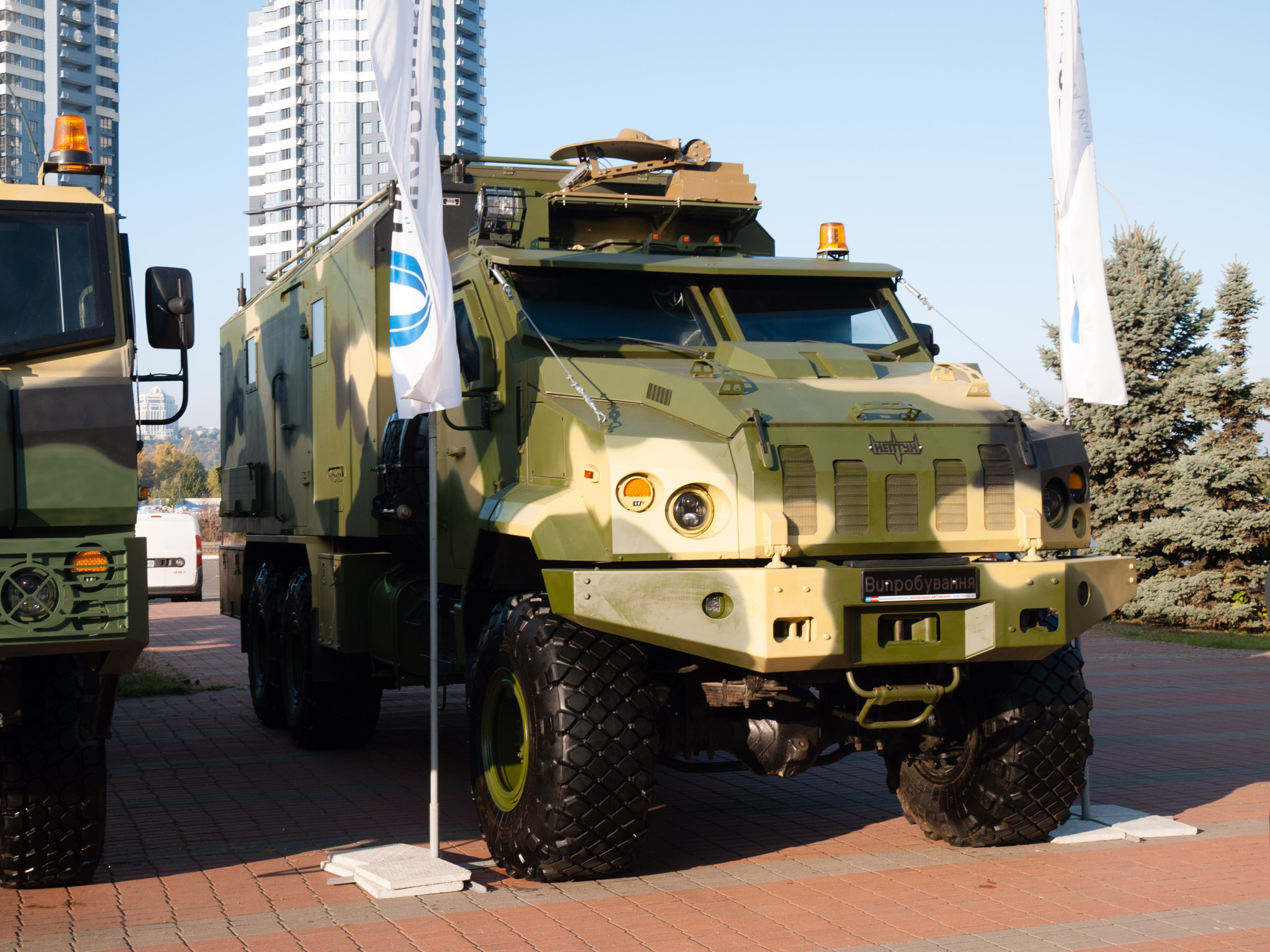
خودروی فرماندهی
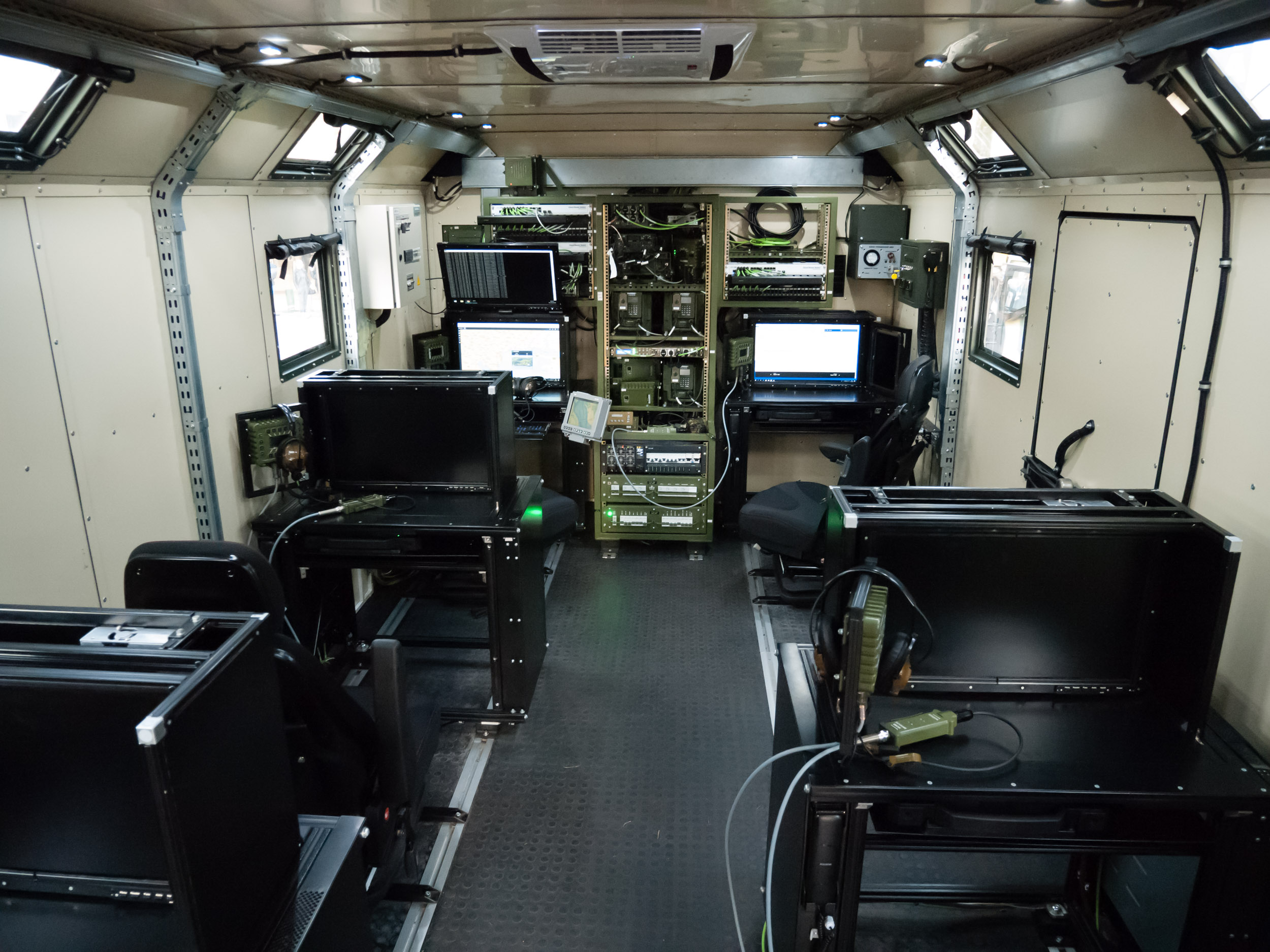
داخل خودروی فرماندهی
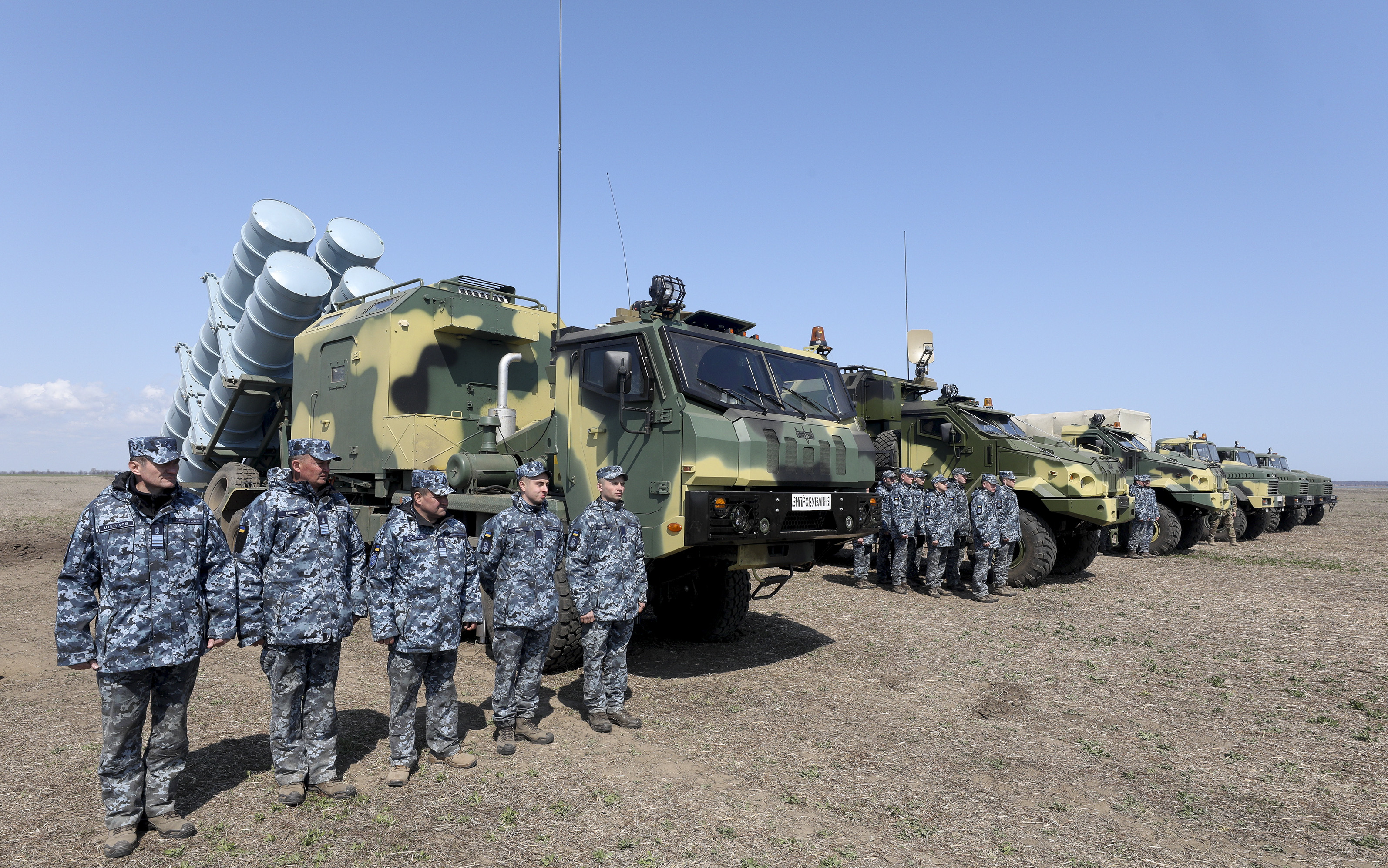
خدمه در حالت آماده‌باش
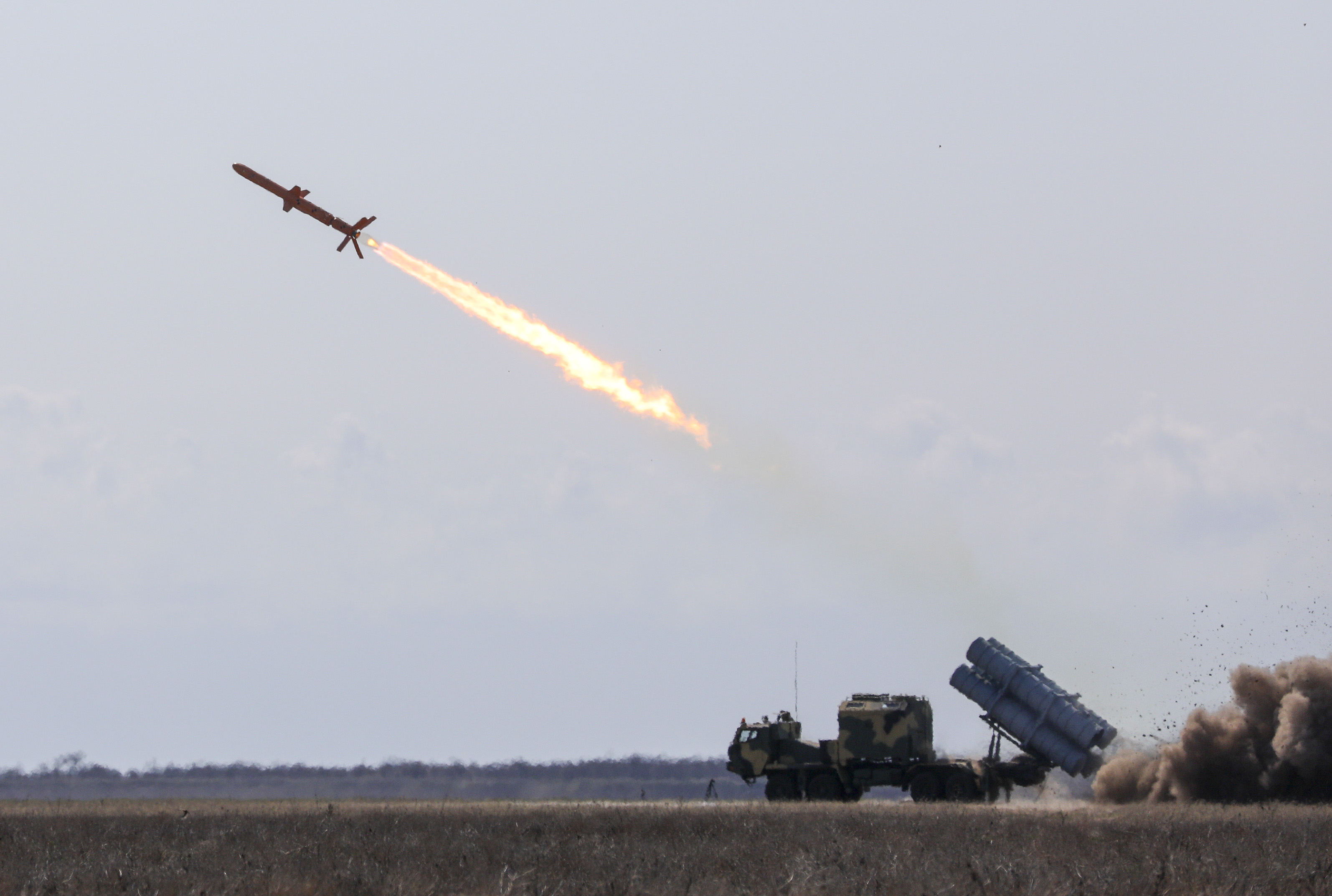
پرتاب آزمایشی، ۲۰۱۹